# Mohamed Bakir El-Nakib
 (janvier 2016).
Si vous disposez d'ouvrages ou d'articles de référence ou si vous connaissez des sites web de qualité traitant du thème abordé ici, merci de compléter l'article en donnant les références utiles à sa vérifiabilité et en les liant à la section « Notes et références ».
Hamada Mohamed Bakir El-Nakib, né le 6 avril 1974 à Alexandrie, est un joueur de handball égyptien évoluant au poste de gardien de but.
Avec l'équipe nationale d'Égypte, il a participé à 4 éditions des Jeux olympiques (1996, 2000, 2004 et 2008) ainsi qu'à 11 éditions[réf. nécessaire] du championnats du monde (entre 1995 et 2015) et plusieurs championnats d'Afrique (notamment trois victoires en 2000, 2004 et 2008, deux finales en 2006 et 2010 et deux médailles de bronze en 2002 et 2014).
En 2008, il a rejoint le Paris Handball où il reste une saison au cours de laquelle il participe au final Four de la Coupe de la Ligue à Miami et à la  Coupe des coupes.

## Parcours en compétitions internationales
| Jeux olympiques - 1996 : 6e - 2000 : 7e - 2004 : 12e - 2008 : 10e Championnats du monde - 1995 : 6e place - 1997 : 6e place - 1999 : 7e place - 2001 : 4e place - 2003 : 15e place - 2005 : 14e place - 2007 : 17e place - 2009 : 14e place - 2011 : 14e place - 2013 : 16e place - 2015 : 15e place | Jeux africains - 1999 : finaliste - 2003 : vainqueur - 2007 : vainqueur - 2011 : vainqueur - 2015 : vainqueur Championnats d'Afrique - 1994 : troisième - 1996 : troisième - 1998 : troisième - 2000 : vainqueur - 2002 : troisième - 2004 : vainqueur - 2006 : finaliste - 2008 : vainqueur - 2010 : finaliste - 2012 : troisième - 2014 : troisième |